# Глибока Балка (Кропивницький район)
Глибо́ка Ба́лка —  село в Україні, у Суботцівська сільській громаді Кропивницького району Кіровоградської області. Населення становить 195 осіб.

## Населення
Згідно з переписом УРСР 1989 року чисельність наявного населення села становила 221 особа, з яких 97 чоловіків та 124 жінки.
За переписом населення України 2001 року в селі мешкало 196 осіб.

### Мова
Розподіл населення за рідною мовою за даними перепису 2001 року:
| Мова       | Відсоток |
| ---------- | -------- |
| українська | 94,87 %  |
| молдовська | 4,10 %   |
| російська  | 1,03 %   |